# Parafia św. Anny w Rutkach-Kossakach
Parafia pw. Świętej Anny w Rutkach-Kossakach – rzymskokatolicka parafia należąca do dekanatu Zambrów, diecezji łomżyńskiej, metropolii białostockiej.

## Historia
Parafia została erygowana około 1420. Obecny kościół murowany pw. św. Anny zbudowano w 1568 roku, konsekrowany w 1598 roku przez biskupa płockiego Wojciecha Baranowskiego; następnie wielokrotnie remontowany i przekształcany, zwłaszcza w 1863 roku kosztem Agnieszki Buszon właścicielki Mężenina.

## Zasięg parafii
Do parafii należą wierni z następujących miejscowości: Rutki-Kossaki, Dębniki, Dobrochy, Duchny-Wieluny, Górskie Ponikły-Stok, Jawory-Klepacze, Kalinówka-Basie, Kalinówka-Bystry, Kalinówka-Wielobory, Kałęczyn-Walochy, Kossaki-Falki, Kossaki Nadbielne, Kossaki-Ostatki, Mężenin, Modzele-Górki, Nowe Zalesie, Nowe Zambrzyce, Ożarki-Olszanka, Ożary Wielkie, Pęsy-Lipno, Rutki-Jatki, Rutki-Nowiny, Rutki-Tartak Nowy, Stare Zalesie, Stare Zambrzyce, Szlasy-Lipno, Szlasy-Łopienite, Szlasy-Mieszki, Śliwowo-Łopienite, Świątki-Wiercice, Walochy-Mońki, Zambrzyce-Jankowo, Zambrzyce-Kapusty, Zambrzyce-Króle i Zambrzyce-Plewki. 

## Miejsca święte
Kościół parafialny
Kościoły filialne i kaplice
- Kościół pw. Matki Bożej Miłosierdzia w Szlasach Łopienite[1]
- Kościół pw. św. Andrzeja Boboli w Zambrzycach Kapustach[1]